# Federal Reserve Transparency Act
The Federal Reserve Transparency Act of 2009 (H.R. 1207), populärt kallad "Audit the Fed", är en proposition (lagförslag) som introducerades av republikanen Ron Paul i Representanthuset under den 111:e amerikanska kongressen. Propositionen föreslår att en ny och mer genomlysande övervakning av Federal Reserve skall introduceras senast i slutet av 2010. Propositionen stöds av 319 ledamöter. Lagförslagets senatversion, Federal Reserve Sunshine Act of 2009, introducerades av senator Bernie Sanders och hade 32 ledamöters underskrift. Lagförslaget återintroducerades till Representanthuset av Ron Paul och i Senaten av hans son Rand Paul under USA:s 112:e kongress som lagförslag 112: HR 459 och 112: S 202. Den 25 juli 2012 passerades lagförslaget i Representanthuset med 327 röster mot 98.

## Reaktioner
Den högerorienterade Tea Party-rörelsen, som anordnade flera protester under 2009 bland annat mot alla bankräddningar, hade och har lagförslaget som ett av sina huvudkrav.